# Parafia św. Karola Boromeusza w Radziądzu
Parafia św. Karola Boromeusza w Radziądzu – rzymskokatolicka parafia pod wezwaniem św. Karola Boromeusza w Radziądzu w powiecie trzebnickim w województwie dolnośląskim, należąca do dekanatu Prusice w archidiecezji wrocławskiej. Prowadzona przez Zgromadzenie Księży Misjonarzy św. Wincentego a Paulo.

## Zasięg parafii
Parafię zamieszkuje 1187 mieszkańców. Parafia obejmuje następujące miejscowości: Czarny Las (5 km), Gatka (3 km), Niezgoda (7 km), Ruda Żmigrodzka (6 km), Wilkowo (10 km).

## Historia parafii
Parafię erygowano w 1735 r. Księgi metrykalne prowadzone są od 1735 r. Ostatnią wizytację kanoniczną przeprowadził 21 maja 2024 r. ks. bp Jacek Kiciński CMF, biskup pomocniczy archidiecezji wrocławskiej.
Proboszczem parafii od 2007 roku jest ks. Krzysztof Bartoszek CM